# Casavieja
Casavieja è un comune spagnolo di 1 663 abitanti situato nella comunità autonoma di Castiglia e León.